# 동남보호약관
동남보호약관은 양강총독 이홍장이 의화단을 지원하라는 서태후의 지시를 어기고 상하이 주재 영국 영사와 맺은 것이었다. 협약 9개조는 총독과 순무들이 장강과 쑤저우 시, 항저우시 안의 외국인의 생명과 안전을 보증하기 위해 권비의 바란을 단속할 것을 약속하는 대신 열강이 마음대로 이 지역에서 군사행동이나 군대이동을 하지 말 것, 외국 해군이 상하이에 상륙하는 것과 상해 주변 포대나 무기제조 공장에 접근하는 것을 엄금할 것, 교안으로 발생한 피해에 대해서는 배상하지 않는 다는 것을 내용으로 하고 있다. 이것은 유력 총독과 순무가 중앙정부의 명령을 거역한 것으로 각지의 10개 성이 전선에서 이탈한 것을 의미하였다. 그리하여 의화단 운동은 강남지역으로 확산되지 않을 수 있었고, 이 지역의 사회와 경제는 안정을 유지할 수 있었다